# Lettre de cachet

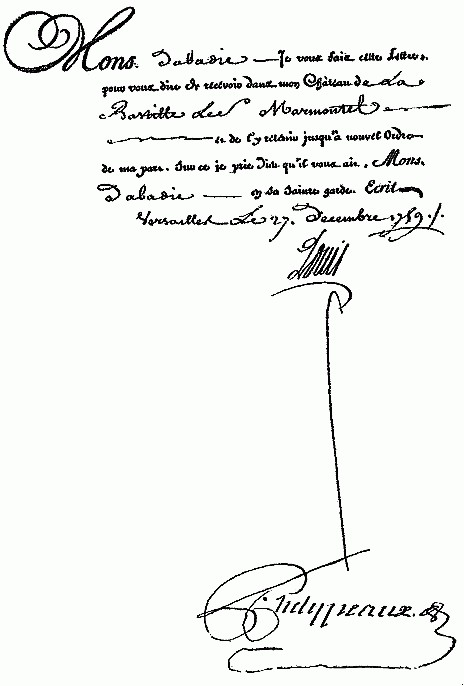
Lettre de cachet Ludvíka XV. z roku 1759 o uvěznění Jeana Françoise Marmontela v Bastile.

Lettre de cachet (tj. zpečetěný dopis) je ve francouzských dějinách označení typu královského výnosu (lettre royale). Takový list byl zpečetěn a podepsán francouzským panovníkem.
Královské výnosy se dělily na patenty (lettres patentes) a zpečetěné listy (lettres de cachet). Zatímco patenty byly listiny otevřené, tj. s veřejně známým obsahem, vyhotovené na pergamenu, opatřené velkou královskou pečetí a podepsané králem a ministrem, zpečetěné listy byly uzavřené pečetí, psané na papíře, opatřené pouze podpisem panovníka a malou královskou pečetí. Jednalo se o písemný příkaz a svévolné vyjádření absolutní královské moci, často užívaný pro uvěznění bez soudu nebo vyhnanství nežádoucích osob. Ale např. i Comédie-Française byla založena 21. října 1680 prostřednictvím lettre de cachet Ludvíka XIV.
Dekret Národního shromáždění z 23. června 1789 zakázal vydávání těchto listů, ale v roce 1811 byly opět zavedeny Napoleonem.